# Turčin
Török falu Horvátországban, (horvát nyelven: Turčin magyar nyelven: Török) Varasd megyében. Közigazgatásilag  
Gornji Kneginechez tartozik.

## Fekvése
Varasdtól 6 km-re délre, községközpontjától Gornji Kneginectől 1 km-re északnyugatra a 3-as számú főút fekszik.

## Története
Török 1931-ig csak településrésznek számított. Ekkor számlálták meg először önállóan lakosságát, mely 142 fő volt. 
2001-ben a falunak 302 háza és 957 lakosa volt.

## Külső hivatkozások
- A község hivatalos oldala Archiválva 2010. szeptember 18-i dátummal a Wayback Machine-ben